# Брукнер, Анита
Ани́та Бру́кнер (англ. Anita Brookner; 16 июля 1928, Лондон — 10 марта 2016, там же) — английская писательница и историк искусства; член Королевского литературного общества.

## Биография
Анна Брукнер родилась 16 июля 1928 года в городе Лондоне в еврейской семье родом из Польше. Основной темой её творчества были трудности уживания в обществе.
Наиболее известна благодаря роману «Отель у озера», который получил Букеровскую премию в 1984 году. По мотивам романа в 1986 году был снят телевизионный фильм. Он был номинирован на 9 наград Британской академии телевидения и киноискусства, из которых фильм получил три.
В знак признания её заслуг, Анна Брукнер была принята в члены Королевского литературного общества.
Анна Брукнер скончалась 10 марта 2016 года в родном городе.